# SV Kurhessen Kassel
SV Kurhessen 93 (celým názvem: Sportverein Kurhessen von 1893) byl německý fotbalový klub, který sídlil v hesenském městě Kassel. Založen byl v roce 1893 pod názvem FC Hassia Kassel. Svůj poslední název nesl od roku 1943. Zanikl po ukončení druhé světové války, poté co byl zrušen okupačními úřady. Nepřímým nástupcem fotbalové činnosti ve městě se stalo mužstvo SG Kassel-Süd (pozdější Hessen).
Největším úspěchem klubu byla celkem devítiletá účast v Gaulize Hessen a Gaulize Kurhessen, jedné ze skupin tehdejší nejvyšší fotbalové soutěže na území Německa.

## Historické názvy
Zdroj: 
- 1893 – FC Hassia Cassel (Fußballclub Hassia Cassel)
- 1895 – fúze s FC Union Cassel ⇒ Casseler FV 95 (Casseler Fußballverein von 1895)
- 1919 – fúze s VfK Cassel ⇒ SV Kurhessen (Sportverein Kurhessen von 1893)
- 1943 – KSG Kurhessen/CSC 03 Kassel (Kriegsspielgemeinschaft Kurhessen/CSC 03 Kassel)
- 1945 – zánik

## Umístění v jednotlivých sezonách
Stručný přehled
Zdroj: 
- 1933–1936: Gauliga Hessen
- 1936–1938: Bezirksliga Hessen
- 1938–1939: Gauliga Hessen
- 1939–1941: Gauliga Hessen Nord
- 1941–1944: Gauliga Kurhessen

Jednotlivé ročníky
Zdroj: 
Legenda: Z - zápasy, V - výhry, R - remízy, P - porážky, VG - vstřelené góly, OG - obdržené góly, +/- - rozdíl skóre, B - body, červené podbarvení - sestup, zelené podbarvení - postup, fialové podbarvení - reorganizace, změna skupiny či soutěže
| Velkoněmecká říše (1933 – 1944) |                     |        |     |     |     |     |     |     |     |     |        |
| Sezóny                          | Liga                | Úroveň | Z   | V   | R   | P   | VG  | OG  | +/- | B   | Pozice |
| 1933/34                         | Gauliga Hessen      | 1      | 18  | 11  | 0   | 7   | 49  | 39  | +10 | 22  | 4.     |
| 1934/35                         | Gauliga Hessen      | 1      | 18  | 6   | 3   | 9   | 35  | 36  | -1  | 15  | 7.     |
| 1935/36                         | Gauliga Hessen      | 1      | 18  | 4   | 2   | 12  | 21  | 39  | -18 | 10  | 9.     |
| 1936/37                         | Bezirksliga Hessen  | 2      | ... | ... | ... | ... | ... | ... | ... | ... |        |
| 1937/38                         | Bezirksliga Hessen  | 2      | ... | ... | ... | ... | ... | ... | ... | ... |        |
| 1938/39                         | Gauliga Hessen      | 1      | 18  | 7   | 2   | 9   | 31  | 35  | -4  | 16  | 7.     |
| 1939/40                         | Gauliga Hessen Nord | 1      | 10  | 1   | 3   | 6   | 10  | 22  | -12 | 5   | 5.     |
| 1940/41                         | Gauliga Hessen Nord | 1      | 8   | 2   | 2   | 4   | 10  | 14  | -4  | 6   | 4.     |
| 1941/42                         | Gauliga Kurhessen   | 1      | 16  | 12  | 2   | 2   | 69  | 30  | +39 | 26  | 2.     |
| 1942/43                         | Gauliga Kurhessen   | 1      | 16  | 5   | 4   | 7   | 26  | 31  | -5  | 14  | 7.     |
| 1943/44                         | Gauliga Kurhessen   | 1      | 12  | 8   | 1   | 3   | 41  | 27  | +14 | 17  | 3.     |

Poznámky
- 1943/44: Klub v soutěži účinkoval pod společným názvem KSG Kurhessen/CSC 03 Kassel.